# Klucz 10
Klucz 10, oznaczający „człowieka” – jeden z 23 kluczy Kangxi składających się z dwóch kresek.
W słowniku Kangxi pod tym kluczem umieszczono 52 znaki.

## Wybrane znaki zawierające klucz 9
| Dodatkowe kreski       | Znaki                |
| ---------------------- | -------------------- |
| bez dodatkowych kresek | 儿                   |
| 1 dodatkowa kreska     | 兀                   |
| 2 dodatkowe kreski     | 允 兂 元             |
| 3 dodatkowe kreski     | 兄                   |
| 4 dodatkowe kreski     | 充 兆 兇 先 光 兊 尧 |
| 5 dodatkowych kresek   | 克 兌 兎 兏 児 兑    |
| 6 dodatkowych kresek   | 免 兒 兓 兔 兕 兖    |
| 7 dodatkowych kresek   | 兗 兘 兙             |
| 8 dodatkowych kresek   | 党 兛                |
| 9 dodatkowych kresek   | 兜 兝 兞             |
| 10 dodatkowych kresek  | 兟 兠                |
| 11 dodatkowych kresek  | 兡                   |
| 12 dodatkowych kresek  | 兢                   |
| 14 dodatkowych kresek  | 兣                   |
| 19 dodatkowych kresek  | 兤                   |

## Kodowanie
| Znak                   | 儿              | 儿              |
| ---------------------- | --------------- | --------------- |
| Nazwa w Unikodzie      | Ideograph child | Ideograph child |
| Kodowanie              | dziesiątkowo    | szesnastkowo    |
| Unicode                | 20799           | U+513F          |
| UTF-8                  | 229 132 191     | e5 84 bf        |
| Odwołania znakowe SGML | &#20799;        | &#x513F;        |